# 日下部氏 (日向国)
日下部氏（くさかべし）は、日向国の社家・武家である。都萬神社の宮司家であり、平安時代には日向国児湯郡の荘園を管轄し、鎌倉時代前期まで活躍していた。

## 出自
日下部氏には、系図が複数伝わっているが、ほとんどが歴史的史料に矛盾を含んだものであるとされる。都萬神社の縁起（14世紀撰述の『都萬大明神之御縁起』）や、伝来した系図のうちの一つである「日下部氏家系」によれば、庚午年11月19日庚午日に、土を掘って出現した男女があり、住居のために萱苅を拵え、男が日下部 立次と名乗ったのが日向の日下部氏の祖であると伝える。平林章仁は、庚午年とは「庚午年籍」が造られた天智天皇9年（670年）との関連があると想定している。また、鎌倉時代後期成立の『塵袋』に所引されている、風土記逸文ともされる「日向国古庾郡吐濃峯・吐乃大明神」についての所伝は、日下部氏と同じく土中出現譚が含まれており、土中出現譚はこの地に特徴的な始祖神話であったと考えられる。
「日下部氏家系」によれば、立次は「都萬大明神に240年」・子の「立成は180年」・その子の「野長（野仲）は194年」・その子の「河仲は131年仕えた」とする。そして、河仲の子は三仲とされる。三仲は『万葉集』に「桜花 今さかりなり おしてるや なにはの浦に 物まうすなへ」という歌が収録されたする。しかし、『万葉集』には、三中は上総国の防人と記され、上記の歌は、大伴家持の「桜花 今盛りなり 難波の海 押し照る宮に 聞こしめすなへ」という歌の改変である。つまり、日向の日下部氏は、自身の先祖と無関係の三中を系図に取り込んでいる。この事について、西都市史編纂委員会は、日向の日下部氏が『万葉集』に歌を選ばれた三中を日下部氏の誇りとしていたために、系図に取り込まれたのだとしている。

## 歴史
都萬神社には、承和4年（837年）9月18日付の棟札があり、そこには弁官・日下部 道長と代官の田部秀長・同秀誠の名前が見える。
『日本三代実録』によれば、貞観8年（866年）1月8日には、日向国人で従七位下であった日下部 清直が、借外・従五位下の位階を授けられたという。日下部 清直は官職の記載がないため、このとき郡司ではなかったものの、従七位下の位階を有していることから、郡領を輩出する階層の出身で、郡領経験者であった可能性がある。清直が授位されたのは、開発・開墾もしくは多額の私財の供出といった功績に対してであったと推測される。
日下部氏の系図に見える日下部 久仲は、系図上は三仲の子とされる。その娘は白河院に仕え、その後に土持 則綱に嫁いだという。久仲の男子は久貞とされ、保安4年（1123年）に日向国国司となり、日下部宿禰を名乗ったとする。
久貞の子・尚守も父と同じように国司職に任じられ、その弟の立信は法亢山城守を称して法亢氏の祖となった。尚守には盛平と盛俊という子がおり、国司職は盛平に相伝された上、「新納院郡司職那賀郡司」・「都於郡地頭領主」・「国富庄河南本郷郡司」などにも任じられた。そして、文治3年（1187年）に盛平は新納 土持冠者 栄妙（またの名を宣綱・信綱）を養子として所領を譲ったとある。また、盛平は甥の実盛を養子に迎えて日下部氏の家督を譲っている。盛平の兄弟の盛俊は、「国富庄那賀郷郡司」・「穂北郡司」・「鹿那田郡司」に任じられ、その子・右盛は那賀 南五郎といって薄田郡司も兼ねていた。右盛の子・光盛は土持真綱と在国司職を相論したという。また、光盛は承久の乱に功があり、「那賀郷郡村角別府」を賜っている。
弘安4年（1281年）の元寇の際には、盛俊の5世子孫である宣景が出陣し、肥前国鷹島において討死している。